# دوبلين (كاليفورنيا)
دوبلين (بالإنجليزية: Dublin)‏ هي إحدى مدن مقاطعة ألاميدا، كاليفورنيا. تم إعطاءها لقب مدينة في 1 فبراير، 1982.

## التركيبة السكانية
حدّد مكتب تعداد الولايات المتحدة بيانات التركيبة السكانية لدوبلين في تعداد الولايات المتحدة. في ما يلي، التركيبة السكانية حسب تعدادي 2000 و2010.

### تعداد عام 2000
بلغ عدد سكان دوبلين 29,973 نسمة بحسب تعداد عام 2000، وبلغ عدد الأسر 9,325 أسرة وعدد العائلات 6,505 عائلة مقيمة في المدينة. في حين سجلت الكثافة السكانية 760 نسمة لكل كيلومتر مربع (1,968.4/ميل2). وبلغ عدد الوحدات السكنية 9,872 وحدة بمتوسط كثافة قدره 250.3 لكل كيلومتر مربع (648.3/ميل2).
وتوزع التركيب العرقي للمدينة بنسبة 69.37% من البيض و10.09% من الأمريكيين الأفارقة و0.73% من الأمريكيين الأصليين و10.35% من الأمريكيين ذوي الأصول الآسيوية و0.32% من سكان جزر المحيط الهادئ و5.26% من الأعراق الأخرى و3.88% من عرقين مختلطين أو أكثر و13.54% من الهسبانيون أو اللاتينيون من أي عرق.
بلغ عدد الأسر 9,325 أسرة كانت نسبة 37.7% منها لديها أطفال تحت سن الثامنة عشر تعيش معهم، وبلغت نسبة الأزواج القاطنين مع بعضهم البعض 56.9% من أصل المجموع الكلي للأسر، ونسبة 9.1% من الأسر كان لديها معيلات من الإناث دون وجود شريك، بينما كانت نسبة 3.7% من الأسر لديها معيلون من الذكور دون وجود شريكة وكانت نسبة 30.2% من غير العائلات. تألفت نسبة 21.3% من أصل جميع الأسر من عدة أفراد يعيشون في نفس المنزل ونسبة 2.8% كانت تتألف من شخص يعيش بمفرده يبلغ من العمر 65 عاماً أو أكثر. وبلغ متوسط حجم الأسرة المعيشية 2.65، أما متوسط حجم العائلات فبلغ 3.13.
بلغ العمر الوسطي للسكان 34.3 عاماً. وكانت نسبة 20.9% من القاطنين تحت سن الثامنة عشر، وكانت نسبة 6.1% بين الثامنة عشر والرابعة والعشرين عاماً، ونسبة 32.6% كانت واقعةً في الفئة العمرية ما بين الخامسة والعشرين والرابعة والأربعين عاماً، ونسبة 18.2% كانت ما بين الخامسة والأربعين والرابعة والستين، ونسبة 4.5% كانت ضمن فئة الخامسة والستين عاماً فما فوق. يوجد لكل 100 أنثى 99.9 ذكر، ويوجد لكل 100 أنثى في الثامنة عشر من عمرها فما فوق 97.6 ذكر.
بلغ متوسط دخل الأسرة في المدينة 77,283 دولارًا، أما متوسط دخل العائلة فبلغ 83,123 دولارًا. وكان متوسط دخل الذكور 55,605 دولارًا مقابل 41,116 دولارًا للإناث. وسجل دخل الفرد الخاص بالمدينة 29,451 دولارًا. وكانت نسبة 1.9% من العائلات ونسبة 2.9% من السكان تحت خط الفقر، وكان من هؤلاء نسبة 3.5% تحت سن الثامنة عشر ونسبة 3.2% في الخامسة والستين من العمر وما فوق.

### تعداد عام 2010
بلغ عدد سكان دوبلين 46,036 نسمة بحسب تعداد عام 2010، وبلغ عدد الأسر 14,913 أسرة وعدد العائلات 10,613 عائلة مقيمة في المدينة. في حين سجلت الكثافة السكانية 1,167.2 نسمة لكل كيلومتر مربع (3,023.0/ميل2). وبلغ عدد الوحدات السكنية 15,782 وحدة بمتوسط كثافة قدره 400.2 لكل كيلومتر مربع (1,036.5/ميل2).
وتوزع التركيب العرقي للمدينة بنسبة 51.34% من البيض و9.44% من الأمريكيين الأفارقة و0.53% من الأمريكيين الأصليين و26.76% من الأمريكيين ذوي الأصول الآسيوية و0.62% من سكان جزر المحيط الهادئ و5.34% من الأعراق الأخرى و5.96% من عرقين مختلطين أو أكثر و14.47% من الهسبانيون أو اللاتينيون من أي عرق.
بلغ عدد الأسر 14,913 أسرة كانت نسبة 39.5% منها لديها أطفال تحت سن الثامنة عشر تعيش معهم، وبلغت نسبة الأزواج القاطنين مع بعضهم البعض 57.8% من أصل المجموع الكلي للأسر، ونسبة 9.3% من الأسر كان لديها معيلات من الإناث دون وجود شريك، بينما كانت نسبة 4.1% من الأسر لديها معيلون من الذكور دون وجود شريكة وكانت نسبة 28.8% من غير العائلات. تألفت نسبة 21.5% من أصل جميع الأسر من عدة أفراد يعيشون في نفس المنزل ونسبة 3.9% كانت تتألف من شخص يعيش بمفرده يبلغ من العمر 65 عاماً أو أكثر. وبلغ متوسط حجم الأسرة المعيشية 2.70، أما متوسط حجم العائلات فبلغ 3.19.
بلغ العمر الوسطي للسكان 35.3 عاماً. وكانت نسبة 22.4% من القاطنين تحت سن الثامنة عشر، وكانت نسبة 8% بين الثامنة عشر والرابعة والعشرين عاماً، ونسبة 38.2% كانت واقعةً في الفئة العمرية ما بين الخامسة والعشرين والرابعة والأربعين عاماً، ونسبة 24.1% كانت ما بين الخامسة والأربعين والرابعة والستين، ونسبة 7.3% كانت ضمن فئة الخامسة والستين عاماً فما فوق. وتوزع التركيب الجنسي للسكان بنسبة 52.1% ذكور و47.9% إناث.

## أعلام
- بريتاني كاميرون